# Neukolbing
Neukolbing ist ein Gemeindeteil von Egling im oberbayerischen Landkreis Bad Tölz-Wolfratshausen. Die Einöde liegt circa sechs Kilometer östlich von Egling an der Ortsverbindungsstraße von Öhnböck nach Arget.